# مجلة السياحة اليمنية
مجلة السياحة اليمنية ، هي أول مجلة سياحية يمنية متخصصة في الاعلام السياحي، صادرة عن إدارة المتابعة والاعلام بمجلس الترويج السياحي - وزارة السياحة اليمنية، ومقرها الرئيسي في العاصمة اليمنية صنعاء، وتصدر باللغتين (عربي - إنجليزي) مؤقتاً وهناك خطة لاصدارها بلغات أخرى.
تصدر شهرياً مؤقتاً.

## مجالات المجلة
تهتم المجلة في الاعلام السياحي المتخصص في الترويج والتعريف والتغطية بالجانب التاريخي والحضاري والسياحي متمثلا بالمعالم والمدن التاريخية، واماكن السياحية الطبيعية التي تتنوع ما بين محميات وغيرها، بالإضافة إلى السياحة العلاجية لما تزخر به بعض المحافظات اليمنية من مياه طبيعية حارة أثبتت الدراسات العلمية نجاحها،
وتهتم مجلة السياحة بعمل شراكة حقيقة مع القطاع الخاص من رواد العمل السياحي وعمل الحوارات والمقابلات معهم والاهتمام بالمنشأت السياحية المتميزة والتعريف بها.
ناهيك عن الإرث الفني والحرفي، حيث يقوم فريق من الإعلاميون والمتخصصون والباحثون بتقديم مادة ثرية بالمعلومات لكل ذلك بالاستعانة بالمؤلفات ومراكز البحوث وغيرها من الجوانب المتعلقة بذلك، ما جعل المجلة تعد من أهم مراجع الباحثون وطلبة الدراسات العليا والدارسون للجانب التاريخي والسياحي اليمني.

## رؤساء التحرير
أول من ترئس تحريرها هو/ ياسين التميمي خلال الفترة 2007م -2010م،
ثم عين/ محمد السياغي خلفا لـ/ ياسين التميمي من2010م حتى 2011م، ثم توقفت منذ العام 2011م حتى 2013م بسبب ما مرت به اليمن من أحداث سياسية وظروف اقتصادية حالت دون صدورها، وفي نوفمبر 2011 م تشكللت حكومة الوفاق الوطني وتقلد الدكتور/ قاسم سلام منصب وزير السياحة واصدر توجيهات بإعادة إصدار مجلة السياحية وايلاءها الاهتمام الكبير، ثم تم تعين الصحفي والاعلامي / أكرم الجولحي رئيسا للتحرير في 2013 م وما زال يرأس تحريرها حتى الآن.

## وصلات خارجية
- الموقع الرسمي للمجلة

1. ↑  مجلة السياحة اليمنية